# 吴政隆
吴政隆（1964年11月—），江苏南京高淳县人，中国共产黨、中华人民共和国政治人物，副国级领导人，大学本科学历，工学学士学位，高级工程师。曾任江苏省省长、中共江苏省委书记等职务；现任中华人民共和国国务委员、国务院秘书长、国务院机关党组书记，是第二十届中共中央委员。

## 生平

### 早年经历与部委秘书
1984年8月毕业于太原机械学院（现中北大学）机械制造工艺与设备专业，并参加工作。1987年11月加入中国共产党。
初在兵器工业部民品办公室综合计划处工作，后进入机械工业部，历任机械工业部办公厅部长办公室秘书、副处秘书、正处级秘书（服务时任部长包叙定）、国家发展计划委员会办公厅正处级秘书。

### 重庆
1999年，伴随包叙定从国家发展计划委员会副主任调任重庆市委副书记、市长，吴政隆也在12月调任重庆市政府办公厅副主任。在包卸任后，于2002年12月，任中共万州区委副书记副区长、代理区长（2003年2月当选区长）。
2007年2月，任中共万州区委书记；同年5月，任中共重庆市委常委、万州区委书记，晋升副部级。2008年，当选第十一届全国人大代表。2012年，当选为第十八届中共中央候补委员。2013年5月，任中共重庆市委常委、秘书长。2013年11月不再兼任重庆市万州区委书记。

### 山西
2014年9月30日，接替落马的陈川平，出任中共山西省委常委、太原市委书记。

### 江苏
2016年10月12日，中共中央和江苏省委决定，吴政隆任江苏省委委员、常委、副书记和南京市委委员、常委、书记，兼任南京市江北新区党工委书记，接替黄莉新主政故乡南京。
2017年5月31日，被任命为为江苏省副省长、代理省长，晋升正部级。2017年7月29日，吴政隆被正式选举为江苏省人民政府省长。
2017年10月24日，在中国共产党第十九次全国代表大会上当选为中共中央委员。2018年2月24日，当选为第十三届全国人大代表。
2021年10月19日，升任中共江苏省委书记。2022年1月23日，当选为江苏省第十三届人大常委会主任。
2022年10月22日，在中国共产党第二十次全国代表大会上当选为中共中央委员。
2022年12月28日，不再担任中共江苏省委书记，官方表述“另有任用”。2023年1月12日，辞任江苏省人大常委会主任职务。

### 国务院
2023年1月9日，出席二十届中央纪委二次全会开幕会，座次在国务院常务副秘书长丁学东之前，显示吴政隆已经担任国务院职务；同年3月5日，明确为国务院机关党组副书记。
2023年3月12日，在十四届全国人大一次会议上获任命为中华人民共和国国务委员及国务院秘书长，成为国务院总理李强的秘书。